# Papuaea
Papuaea es un género monotípico de orquídeas perteneciente a la subfamilia Orchidoideae. Su única especie:  Papuaea reticulata Schltr., es originaria de Papúa Nueva Guinea.
El género y la especie fueron descritos por el botánico y taxónomo alemán Rudolf Schlechter y publicado en Repertorium Specierum Novarum Regni Vegetabilis 16: 105, en el año 1919.